# Xylophanes haxairei
Xylophanes haxairei là một loài bướm đêm thuộc họ Sphingidae. Nó được tìm thấy ở Guyane thuộc Pháp và Venezuela.
Chiều dài cánh trước là 37–38 mm. 
Cá thể trưởng thành có lẽ mọc cánh quanh năm.
Ấu trùng có lẽ ăn các loài Psychotria panamensis, Psychotria nervosa và Pavonia guanacastensis.